# Florida State Parks
Les Florida State Parks (parcs d'État de la Floride) englobent la majorité des terres gérées par le Florida Department of Environmental Protection. Il existe 175 emplacements de ce type, comprenant des réserves naturelles, des zones récréatives et des sites historiques. De nouveaux terrains sont ajoutés au fur et à mesure que les propriétaires font des dons de biens à l'État ou aux localités qui choisissent de céder le contrôle de leurs sites historiques à l'État. Le système des parcs d'État est divisé en cinq districts administratifs. 
Les parcs et autres entités sont desservis par un système national de gardes forestiers. Le système de parcs d'État abrite également un chapitre AmeriCorps, appelé AmeriCorps Florida State Parks. 
Plusieurs des parcs d'État étaient auparavant des attractions touristiques privées achetées par l'État de Floride pour préserver leur environnement naturel. Ces parcs comprennent le Parc d'État de Silver River, le parc de la faune d'Homosassa Springs, le parc d'État de Rainbow Springs, le Parc archéologique d'État de Crystal River et Weeki Wachee Springs. 

## Frais et soutien public
Les parcs d'État de la Floride sont financés par les impôts (timbres), les frais d'utilisation et, dans une bien moindre mesure, les contributions caritatives. Certains parcs ont une société locale associée, souvent appelée « Amis du parc d'État (nom du parc), Inc. ». 
La plupart des parcs exigent un droit d'entrée. Les résidents peuvent acheter un laissez-passer annuel valide dans n'importe quel parc. Le camping est autorisé dans certains parcs. 
Toutes les réservations pour les installations du parc sont gérées par la société privée ReserveAmerica. Florida State Parks fournit un guide en ligne mis à jour de tous les parcs. (Voir Liens externes) 